# Anne-Marie Saforge
Anne-Marie Saforge, coniugata Constanciel (Évreux, 7 maggio 1943), è un'ex cestista francese.

## Carriera
Con la Francia ha disputato i Campionati europei del 1962.